# Jorge Moraga
Jorge Moraga (Iquique, Región de Tarapacá, Chile, 9 de febrero de 1991) es un futbolista chileno. Juega de defensa central y su equipo actual es Municipal Mejillones de la Segunda División Profesional de Chile.

## Trayectoria
Formado en las divisiones inferiores del club Deportes Iquique debuta profesionalmente el día 19 de mayo de 2012 ante Unión San Felipe por el Torneo de Apertura 2012, partido en que los dragones celestes vencieron 4 goles a 1. En agosto del año 2014 llega en calidad de préstamo al club Municipal Mejillones de la Segunda División Profesional de Chile.

## Clubes
| Club                 | País  | Año             |
| -------------------- | ----- | --------------- |
| Deportes Iquique     | Chile | 2010 − 2014     |
| Municipal Mejillones | Chile | 2014 − Presente |

## Palmarés
| Título               | Club             | País  | Año  |
| -------------------- | ---------------- | ----- | ---- |
| Primera B            | Deportes Iquique | Chile | 2010 |
| Copa Chile 2013-2014 | Deportes Iquique | Chile | 2014 |